# 창절사
창절사(彰節祠)는 대한민국 강원특별자치도 영월군에 있는 사당으로 사육신을 포함한 충신의 위패를 모시기 위해 조선 시대에 건립되었다. 홍만종의 건의로 1685년(숙종 11년)에 건설되었다. 1971년 12월 16일 강원특별자치도의 유형문화재 제27호로 지정되었다.

## 개요
단종(재위 1452∼1455)의 복위를 도모하다가 세조(재위 1455∼1468)에 의해 죽음을 당한 사육신 박팽년·성삼문·이개·유성원·하위지·유응부와 절개를 지키던 충신들의 위패를 모시는 곳이다.
숙종 11년(1685)에 홍만종의 건의로 지어졌으며, 사육신 외에도 엄흥도, 박심문 그리고 생육신 중 김시습과 남효온 등의 위패를 모시고 매년 봄·가을에 제사를 지내고 있다.
앞면 5칸·옆면 2칸 규모로, 지붕 옆면이 사람 인(人)자 모양인 맞배지붕이다.
경내에 있는 문루인 대견루는 앞면 3칸·옆면 2칸 규모의 2층 건물로, 지붕 옆면이 여덟 팔(八)자로 화려한 팔작지붕이다. 1층은 앞면 3칸에 모두 문을 설치하였고, 2층은 누각으로 되어있다. 강원도에 있는 사당이나 서원 중 대문이 문루인 곳은 이곳 뿐이다.
창절사는 현재 남아있는 강원도 내의 사당이나 서원 중에서 규모가 가장 크고, 지어졌을 당시의 원형을 잘 보존하고 있는 건물이다.

## 갤러리

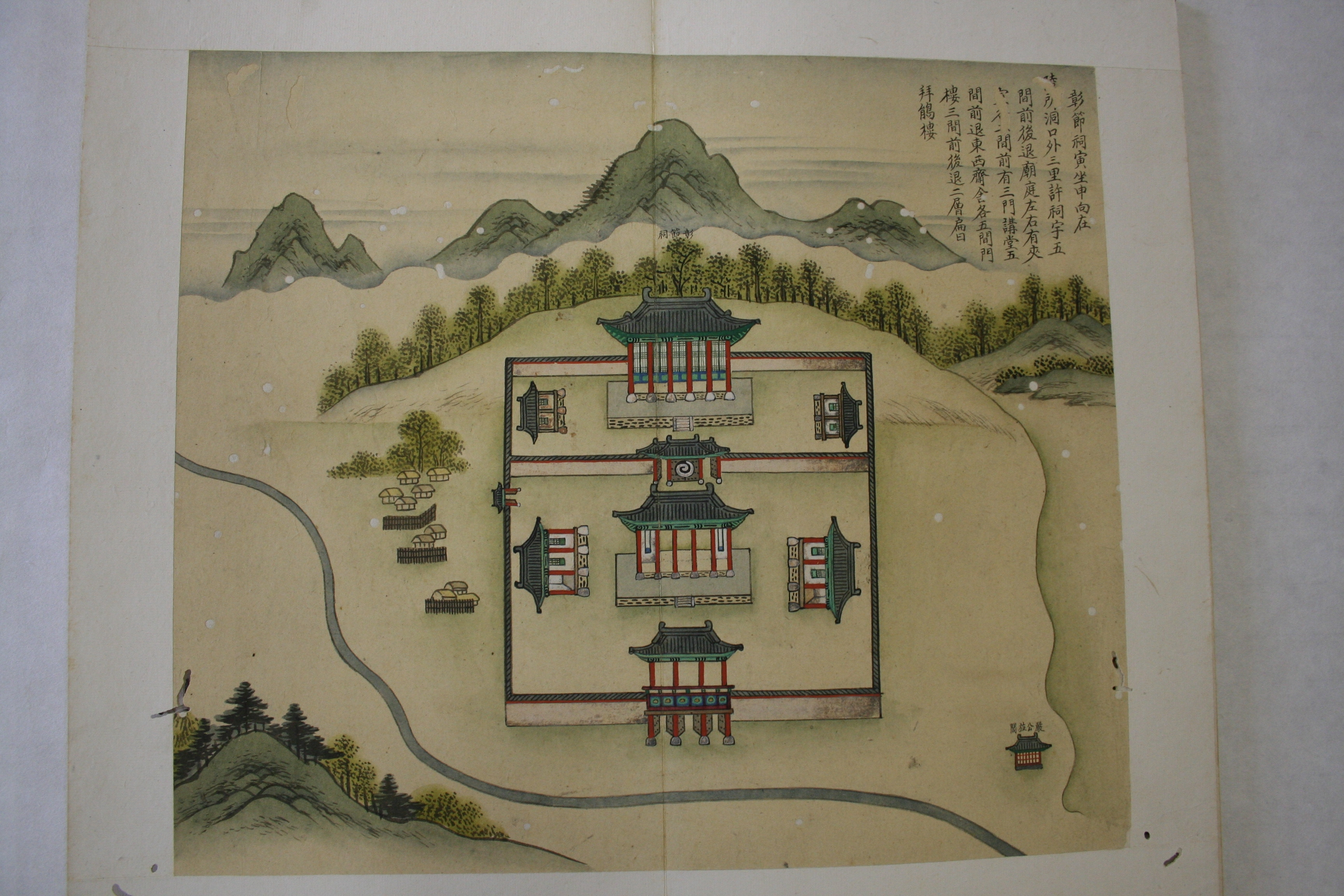
보물 제1536호 월중도(제5면 창절사)
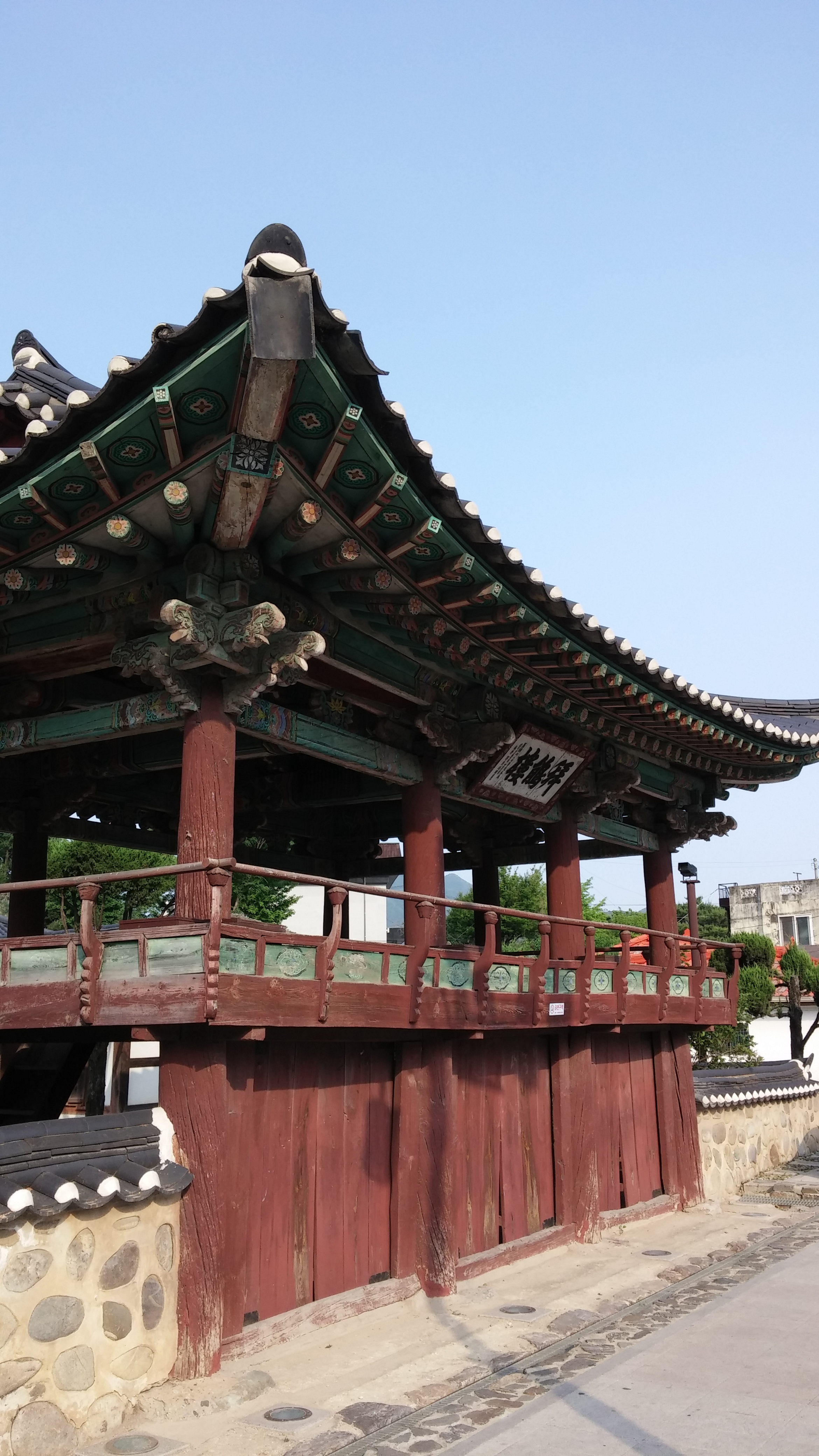

## 참고 자료
- 창절사 - 국가유산청 국가유산포털